# 애버딘 그래머 스쿨
애버딘 그래머 스쿨(Aberdeen Grammar School)은 스코틀랜드 애버딘에 있는 중등 학교로, 애버딘 시의회 교육부에서 운영하는 12개의 중등 학교 중 하나이다. 이 학교는 시에서 가장 오래된 학교이며 영국에서 가장 오래된 그래머 스쿨 중 하나이다.

## 역사
정확한 창립 시기는 불분명하나 적어도 550년 이상 존재한 것으로 추정된다. 문헌에서 최초로 나타난 시기는 1418년이고 총장의 승계는 1479년 이래로 알려져 있다.